# Centris griseola
Centris griseola är en biart som beskrevs av Roy R. Snelling 1984. Centris griseola ingår i släktet Centris och familjen långtungebin. Inga underarter finns listade.